# 天主教塞薩奧倫卡教區
天主教塞薩奧倫卡教區（拉丁語：Dioecesis Suessana）是天主教會在義大利的一個教區。屬那不勒斯總教區。

## 歷史
當地相傳是由聖伯多祿開教。第一位有文獻記載的主突出現於499年在羅馬舉行的宗教會議。
966年起教區屬卡普阿總教區管轄，1979年4月30日起改由那不勒斯管轄。1818年6月27日卡里諾拉教區被撤銷，並併入本教區。

## 現況
教區位於卡塞塔省西北部。2010年有教友86,900人，佔轄區總人口97.8%。教區下轄四十二個堂區，有五十四名司鐸。現任教區主教為奧拉齊奧·方濟·皮亞扎。